# کریواچا (گولوباتس)
کریواچا (به صربی: Krivača) یک منطقهٔ مسکونی در صربستان است که در گولوباک واقع شده‌است. کریواچا ۴۲۹ نفر جمعیت دارد.